# Шубек, Альфонс
Альфо́нс Шу́бек (нем. Alfons Schuhbeck; род. 2 мая 1949, Траунштайн, Германия) — немецкий шеф-повар, автор кулинарных книг, ресторатор, ведущий кулинарных шоу и предприниматель.

## Биография
Альфонс Шубек вырос в верхнебаварском Кимгау, получил специальность радиотехника. Срочную службу в армии проходил на полевой кухне. Во время гастролей его рок-группы Die Scalas в баварском курортном городке Вагинг-ам-Зе неподалёку от Зальцбурга Альфонс познакомился с трактирщиком Себастьяном Шубеком, который убедил его выучиться на повара. Шубек усыновил Альфонса, взял к себе на работу и назначил своим законным наследником. По окончании техникума гостиничного дела в Бад-Райхенхалле Альфонс Шубек работал поваром в Зальцбурге, Женеве, Париже, Лондоне и Мюнхене. В начале 1970-х годов Шубек арендовал столовую в главном управлении Баварского Красного Креста и на постоянной основе обеспечивал обедом более 300 сотрудников и волонтёров.
В 1980 году Шубек принял на себя управление трактиром Kurhausstüberl в Вагинге и быстро заслужил признание клиентов благодаря своим организаторским и кулинарным умениям. Под его управлением Kurhausstüberl превратился в любимый ресторан зальцбургских и мюнхенских знаменитостей и перешёл в ранг ресторана высшей категории. Шубека стали называть шеф-поваром для знаменитостей, поужинать у которого заглядывали политики, телезвёзды и генеральные директора компаний. С 1990 года Шубек занимается кейтерингом, обеспечивая такие крупные и важные мероприятия, как званые обеды у федерального канцлера, балы с участием звёзд спорта или церемонии вручения премии Echo.
В конце 1990-х годов Альфонс Шубек учредил гастрономическое предприятие Schuhbecks am Platzl GmbH, в которое в настоящее время входят ресторан «Орландо», винное бистро, компания по обслуживанию вечеринок, кулинарная школа, магазин пряностей, чайная и шоколадная лавки, а также кафе-мороженое. Подавляющее большинство этих предприятий располагаются в центре Мюнхена на площади Платцль. Ресторан Kurhausstüberl в Вагинге закрылся в начале 2002 года. В июле 2021 года стало известно о начале процедуры банкротства мюнхенских предприятий Альфонса Шубека вследствие пандемии COVID-19.
Альфонс Шубек является автором более двух десятков кулинарных книг и, как стало известно в 2020 году, научил бывшего канцлера Герхарда Шрёдера правильно готовить жареную картошку, но получил известность прежде всего благодаря своим многочисленным телевизионным кулинарным шоу. С 1993 года он вёл регулярную кулинарную программу Schuhbecks на Баварском телевидении, часто принимает участие в телевизионной «кулинарной битве» на канале ZDF. Был занят в нескольких второстепенных ролях в немецких телевизионных сериалах.
В октябре 2022 года 73-летний Альфонс Шубек был приговорён земельным судом в Мюнхене к трём годам и двум месяцам тюремного заключения за уклонение от уплаты налогов. С помощью специальной компьютерной программы в кассовой системе ресторанов «Орландо» и «Южнотирольские горницы» Шубеку удалось утаить от налоговой службы в 2009—2015 годах около 3,3 млн евро. В июне 2023 года Федеральный верховный суд Германии признал приговор законным, и 23 августа 2023 года Альфонс Шубек явился в Ландсбергскую тюрьму для отбывания назначенного ему наказания. 

## Сочинения
- Das neue bayrische Kochbuch, Steinhagen 1989, München 2001, ISBN 3-453-18866-7.
- Bayern mit Leib und Seele, Taufkirchen 1991, ISBN 3-924678-28-6.
- Kulinarisches Duell. Kochen mit Phantasie in Altbayern und Franken, München 1993, ISBN 3-87287-401-2.
- Liebesmenüs, München 1994, München 2002, ISBN 3-453-86398-4.
- Genießen erlaubt, München 1993, ISBN 3-924678-70-7.
- Das neue deutsche Kochbuch, München 1994, ISBN 3-924678-67-7.
- Genießen erlaubt. Schuhbecks regionale Küchen, München 1995, ISBN 3-924678-83-9.
- Feine leichte Küche. Für Einsteiger und Genießer, Reihe Genießen erlaubt, München 1997, ISBN 3-924678-53-7.
- Alfons Schuhbecks neue regionale Schmankerl, Reihe Genießen erlaubt, München 1997, ISBN 3-932023-08-0.
- Meine schönsten Menüs, München 1998, ISBN 3-932023-21-8.
- Alfons Schuhbecks kulinarische Städtereise, München 2000, ISBN 3-932023-56-0.
- Alfons Schuhbecks weihnachtliches Backen, München 2000, ISBN 3-932023-60-9.
- Meine Saucen. Dips, Dressings, Salsas & Co., München 2001, ISBN 3-932023-59-5.
- Sonne-Mond-und-Sterne-Küche. Sternzeichen und ihre Lieblingsrezepte (Illustrationen von Frank Duffek, Fotos von Jo Kirchherr), München 2002, ISBN 3-89883-032-2.
- Das FC-Bayern-Kochbuch. Alfons Schuhbecks Erfolgsrezepte, München 2005, ISBN 3-89883-130-2.
- Gerichte mit Geschichte. 100 berühmte Klassiker neu entdeckt, München 2005, ISBN 3-89883-117-5.
- Bayerisch genießen. Schmankerl und Brauchtum aus Bayern. München 2005, ISBN 3-517-06745-8.
- Schuhbecks Kochschule. Kochen lernen mit Alfons Schuhbeck, München 2006, ISBN 978-3-89883-156-7 oder ISBN 3-89883-156-6.
- Schuhbecks neue Kochschule. Kochen lernen mit Alfons Schuhbeck, München 2008, ISBN 978-3-89883-192-5.
- Meine Hausmannskost für Feinschmecker. Zum 60. Geburtstag von Alfons Schuhbeck, München 2009, ISBN 978-3-89883-244-1.
- Raffinierte Tartes. Süß und pikant, München 2010, ISBN 978-3-8310-1633-4.
- Meine Reise in die Welt der Gewürze, München 2011, ISBN 978-3-89883-297-7.